# طفطف
الطَّفْطَف (باللاتينية: Cardiospermum) جنس نباتي يتبع الفصيلة الصابونية.